# Lauharulla insulana
Lauharulla insulana är en spindelart som beskrevs av Simon 1901. Lauharulla insulana ingår i släktet Lauharulla och familjen hoppspindlar. Inga underarter finns listade i Catalogue of Life.